# گریدی بوچ
گریدی بوچ (به انگلیسی: Grady Booch) (متولد ۲۷ فوریه ۱۹۵۵)یک مهندس نرم‌افزار آمریکایی است که بیشتر به خاطر همکاری‌اش بر روی زبان مدل‌سازی یکپارچه به همراه ایوار جاکوبسون و جیمز رامبورگ معروف است. وی همچنین در عرصهٔ بین‌المللی به خاطر کارهای نوآورانه‌اش در معماری نرم‌افزار، مهندسی نرم‌افزار و محیط توسعه مشارکتی چهره‌ای شناخته شده می‌باشد.

## زندگی‌نامه
وی در سال ۱۹۷۷ یک مدرک کارشناسی از آکادمی نیروی هوایی ایالات متحده آمریکا و در سال ۱۹۷۹ یک مدرک کارشناسی ارشد در رشتهٔ برق از دانشگاه کالیفرنیا، سانتا باربارا دریافت نمود.
بوچ سال‌ها به عنوان سرپرست محققان، از ابتدای تأسیس در سال ۱۹۸۱، در شرکت نرم‌افزار گویا کار می‌کرد و بعد از آنکه این شرکت توسط کمپانی آی‌بی‌ام در سال ۲۰۰۳ خریداری شد، تا سال ۲۰۰۸ در آن ماند. سپس با عنوان سرپرست محققان در بخش تحقیقات نرم‌افزاری آی‌بی‌ام همکاری کرده و چندین ویراستاری را برای بنجامین کامینگ انجام داد.
در سال ۱۹۹۵ عنوان پیرو در انجمن ماشین‌های حسابگر به وی القا شد. وی همچنین به محض ورودش به آی‌بی‌ام نیز عنوان پیرو را دریافت نموده بود که تا ۲۰۰۸ در این سمت باقی ماند. او سال ۲۰۱۰ نیز به عنوان پیرو در مؤسسه مهندسان برق و الکترونیک دست یافت.

## کار
بوچ زندگی کاری خود را صرف ارتقای هنر و علم توسعه نرم‌افزاری نموده است. در دههٔ ۱۹۸۰، یکی از معروف‌ترین کتاب‌های برنامه‌نویسی آدا را تألیف نمود. وی بیشتر به خاطر نقشش در توسعهٔ زبان مدل‌سازی یکپارچه در کنار ایوار جاکوبسون و جیمز رامبورگ شهرت دارد.

### آی‌بی‌ام ۱۱۳۰
بوچ اولین برنامه‌نویسی خود را برای آی‌بی‌ام ۱۱۳۰ ارئه داد.

... درای فروشگاه آی‌بی‌ام محلمون رو با مشت باز کردم و منتظر موندم تا فروشنده یه نگاه ترحم‌انگیز بهم انداخت. بعد از این که یه مدت با هم صحبت کردیم یه [دفترچه] فرترن بهم داد. مطمئنم وقتی داشت این‌کارو می‌کرد پیش خودش فکر می‌کرد «دیگه هیچوقت این بچه رو نمی‌بینم.». هفتهٔ بعد من برگشتم به فروشگاه و گفتم «این خیلی باحاله! همه‌اش رو خونده‌ام و یه برنامهٔ کوچولو هم نوشتم. کجا می‌تونم یه کامیپوتر پیدا کنم؟». یارو، برای ذوق و شوق من، یه زمان برنامه‌نویسی با آی‌بی‌ام ۱۱۳۰ آخر هفته اونم آخر شب پیدا کرد. این اولین خاطرهٔ من از برنامه‌نویسی بود، و باید از اون فروشندهٔ ناشناس برای شروع کردن شغلم تشکر کنم. مرسی آی‌بی‌ام.

### روش بوچ

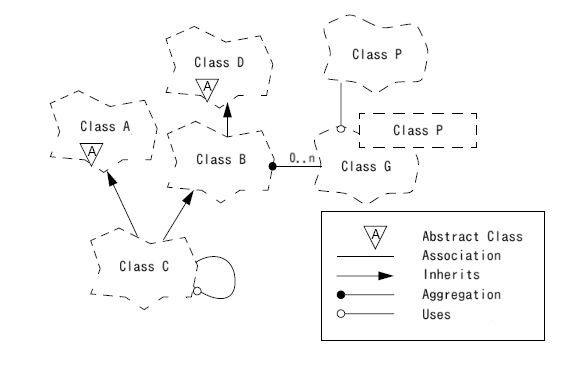
نمودار کلاس

بوچ یک روش توسعهٔ نرم‌افزاری به نام روش بوچ ایجاد کرد که در کتاب طراحی و آنالیز شی‌گرا خود معرفی شد. او برای ساده کردن کدها، اضافه نمودن کلاس‌ها را توصیه نمود. روش بوچ روشی است که در مهندسی نرم‌افزار استفاده می‌شود. این روش یک زبان مدل‌سازی شی و اسلوب‌شناسی است که به وفور در طراحی و آنالیز شی‌گرا استفاده شده‌است. این روش توسط گریدی بوچ در شرکت نرم‌افزار گویا ایجاد شد.
جنبه‌های نمادی روش بوچ امروزه توسط زبان مدل‌سازی یکپارچه(یو ام‌ال) جایگزین شده‌است، که عناصر گرافیکی از روش بوچ را به همراه عناصر تکنیک مدل‌سازی شی (او ام تی) و مهندسی نرم‌افزار شی‌گرا (او او اس ای) در خود دارد.
ابعاد روش‌شناختی روش بوچ به چندین اسلوب‌شناسی و فرایند تقسیم شده‌است، مانند فرایند یکپارچه رشنال (آر یو پی).

### الگوی طراحی
بوچ همچنین در الگوی طراحی دستی داشت. برای مثال، وی مقدمهای بر کتاب الگوهای طراحی نوشت.

### تحقیقات آی‌بی‌ام - آلمادن
وی هم‌اکنون در تحقیقات آی‌بی‌ام - آلمادن سرپرست تحقیقات در بخش مهندسی نرم‌افزار است، جایی که کار بر روی کتاب دستی معماری نرم‌افزار را ادامه داده و چندین پروژهٔ دیگر مربوط به مهندسی نرم‌افزار را رهبری می‌کند.

## کتاب‌ها
گریدی کتاب‌ها و مقالات زیادی را به چاپ رسانیده است. بخشی از آن به قرار زیر می‌باشد:
- ۱۹۸۳، مهندسی نرم‌افزار با آدا.[۵]
- ۱۹۹۵، راه حل‌های شی: پروژهٔ شی گرا.[۶]
- ۱۹۹۹، فرایند توسعه نرم‌افزار متحد. به همراه ایوار جاکوبسون و جیمز رامبورگ.[۷]
- ۲۰۰۰، دوره‌های آموزشی کامل یو ام‌ال. به همراه ایوار جاکوبسون و جیمز رامبورگ.[۸]
- ۲۰۰۴، راهنمای مرجع زبان مدل سازی متحد، چاپ دوم. به همراه ایوار جاکوبسون و جیمز رامبورگ.[۹]
- ۲۰۰۵، راهنمای کاربر زبان مدل سازی متحد، چاپ دوم. به همراه ایوار جاکوبسون و جیمز رامبورگ.[۱۰]
- ۲۰۰۷، آنالیز و طراحی شی گرا به همراه کاربردها.[۱۱]